# Gonomyia speratina
Gonomyia speratina är en tvåvingeart som beskrevs av Alexander 1968. Gonomyia speratina ingår i släktet Gonomyia och familjen småharkrankar. Inga underarter finns listade i Catalogue of Life.